# Salam Daher
Pour les articles homonymes, voir Daher (homonymie).
Salam Daher, que certains blogs ont surnommé Green Helmet ou Mr Green Helmet, surnom repris ensuite par des médias anglophone et allemand, serait un sauveteur de la défense civile de Tyr au Liban, aperçu plusieurs fois dans les photographies et reportages vidéos retransmis dans le monde au cours du conflit israélo-libanais de 2006 et en particulier lors des bombardements de la ville de Cana par l'aviation israélienne.

## Controverse sur une manipulation médiatique supposée
Un blog affirme au vu sur un document diffusés sur Internet par les médias, que cet homme dirigerait le montage des vidéos, et aurait placé les autres « acteurs » des séquences qui ont été télédiffusées ensuite. Ce blog met également en doute sa qualité de sauveteur, le soupçonnant d'appartenir au Hezbollah, il dénonce ce qu'il qualifie de propagande pro-Hezbollah visant à influencer l'opinion publique internationale contre Israël.
Dans un entretien à l'Associated Press, le principal intéressé contredit la version précédente et précise qu'il est chef d'opération de la Défense civile libanaise à Tyr, métier qu'il occupe depuis l'âge de 19 ans. Il affirme également qu'il n'est affilié à aucun parti et fait simplement son travail.
Kathy Gannon, journaliste au Washington Post, corrobore ce témoignage. Selon elle, de telles photographies peuvent surprendre un Occidental, mais elles ne sont pas inhabituelles au Moyen-Orient, où la douleur et le drame sont souvent présentés de façon conjointe, ce qui peut impliquer l'exposition des corps.
De leur côté, les agences de presse Associated Press, Reuters et Agence France-Presse, dont les photographes ont pris des clichés de « Green Helmet », ont démenti vigoureusement que leurs photos de Cana aient pu être des mises en scène.